# Devanti, Aland
Devanti là một làng thuộc tehsil Aland, huyện Gulbarga, bang Karnataka, Ấn Độ.